# Trpinja
Trpinja es un municipio de Croacia en el condado de Vukovar-Sirmia.

## Geografía
Se encuentra a una altitud de 85 m s. n. m. a 302 km de la capital nacional, Zagreb.

## Demografía
En el censo 2011 el total de población del municipio fue de 5 572 habitantes, distribuidos en las siguientes localidades:
- Bobota - 1 491
- Bršadin - 1 341
- Ćelije - 121
- Ludvinci - 109
- Pačetin - 541
- Trpinja - 1 516
- Vera - 453

| Gráfica de población de Trpinja 1857-2011                           |
|                                                                     |
| Según los censos de población de la oficina estadística de Croacia. |